# 乌拉赛
乌拉赛（義大利語：Ulassai），是意大利撒丁大区努奥罗省的一个市镇。总面积122.11平方公里，人口1549人，人口密度12.7人/平方公里（2009年）。ISTAT代码为105020。